# Jaguar XJR-12
El Jaguar XJR-12 es un automóvil de carreras construido por Jaguar para competir en el Grupo C y en el Campeonato IMSA GT. El sport prototipo consiguió ganar las 24 Horas de Le Mans de 1990, pilotado por John Nielsen, Price Cobb y Martin Brundle. Durante la carrera, el vehículo logró un promedio velocidad de 204,036 km/h a lo largo de 359 vueltas o 4.882,4 km, con una velocidad máxima de 353 km/h.
El vehículo pesa 900kg y puede llegar a los 368 km/h (229 mph). Tiene un V12 SOHC de 60 grados de 6.995 cc y 24 válvulas en posición central trasera, logrando una potencia máxima de 730 CV (545 kW) a 7.000 rpm.

## Historia

### Desarrollo de competencia de las 24 horas de Le Mans de 1990 para el Jaguar XJR-12
Para 1990, la FIA decidió que la más tradicional de las competencias, no esté incluida en el campeonato de Sport Prototipos, por lo tanto era una incógnita que sucedería con la cita en La Sarthe. Sin embargo, hubo un solo puntonegativo, pero no por ello fue menor. Mercedes-Benz no presentó su escuadra de C11.

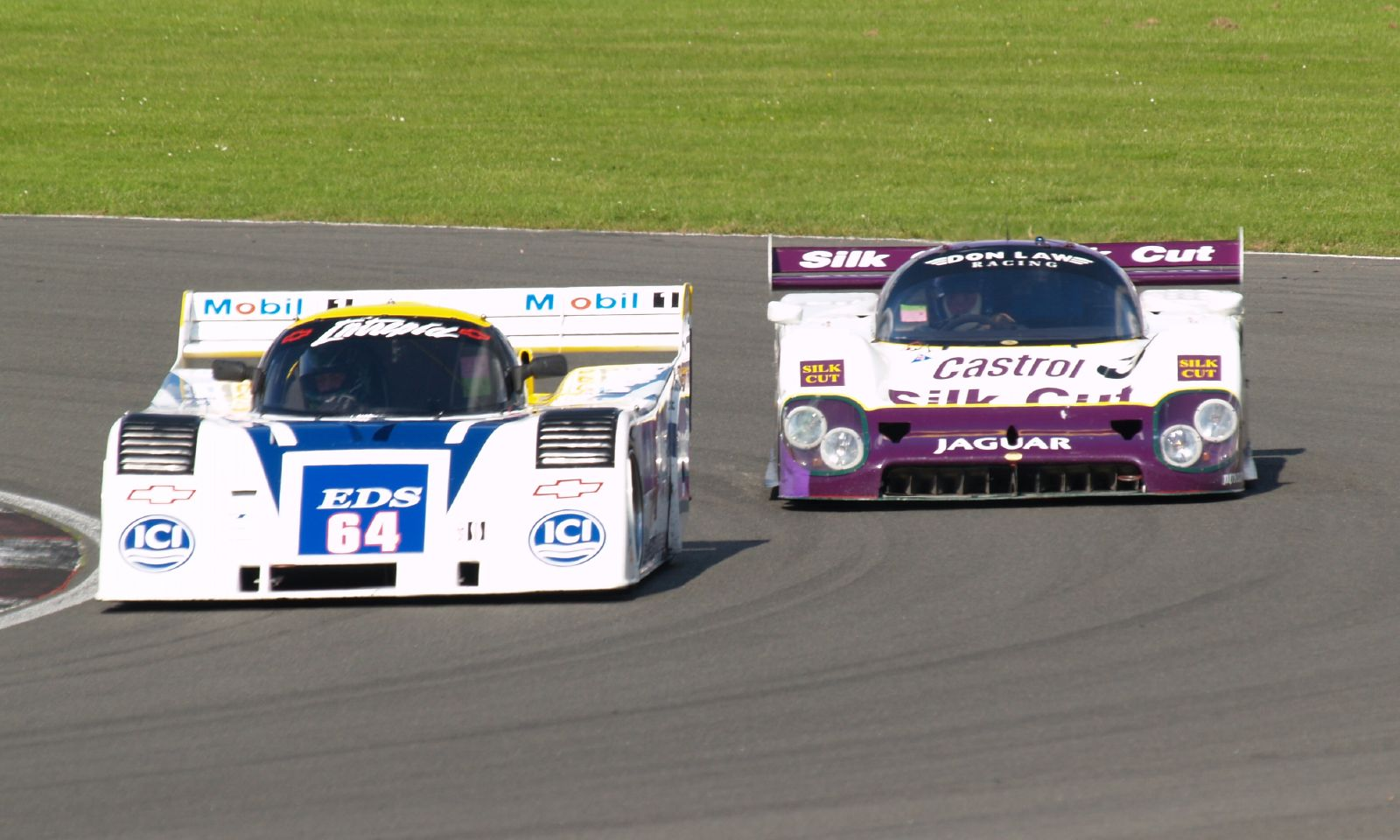
Jaguar sobre pasa un rival.

Tal deserción no impidió que tal fecha fuese una fiesta. Con posibilidades de victoria en la clase mayor se presentaron: Jaguar con su modelo XJR 12 con un motor V12 de 7 litros que erogaba cerca de 730CV. Porsche alistó los conocidos 962; Nissan dijo presente con el R90 CK y Toyota con el 90 CV. En las clases menores también había novedades. Mazda hacía pie con el 767B de motor rotativo y se presentaba el Eagle Corvette con un motor de 10 litros. Y había una presencia en los boxes que también daba que hablar: Jean Todt confirmaba que seguía el plan de Peugeot para poner en pista al 905.
La "pole" ya era una sorpresa al conseguirla Nissan. Segundo se ubicaba el Porsche tripulado por el argentino Larrauri en compañía del español Pareja y del suizo dueño del equipo Walter Brun. Tercero y cuarto largaban otros dos Nissan. Los Jaguars estaban en unas expectantes séptima, octava y novena posición. Y el equipo oficial Porsche destruía uno de sus autos en los entrenamientos a manos de Palmer, por lo tanto el único coche oficial era el de Stuck/Bell/Jelinski.
En los primeros tramos de competencia, se dio una lucha entre el Nissan de Bailey y el Porsche del argentino. Pero a las pocas horas se sumaron el Nissan de Brabham y los Jaguars. Sin embargo luego de 7 horas de competencia, el Porsche seguía comandando las acciones. Durante la noche se hicieron intensivos los problemas de salud de Larrauri y sumado que Brun perdía 10 segundos por vuelta el auto retrocedió.

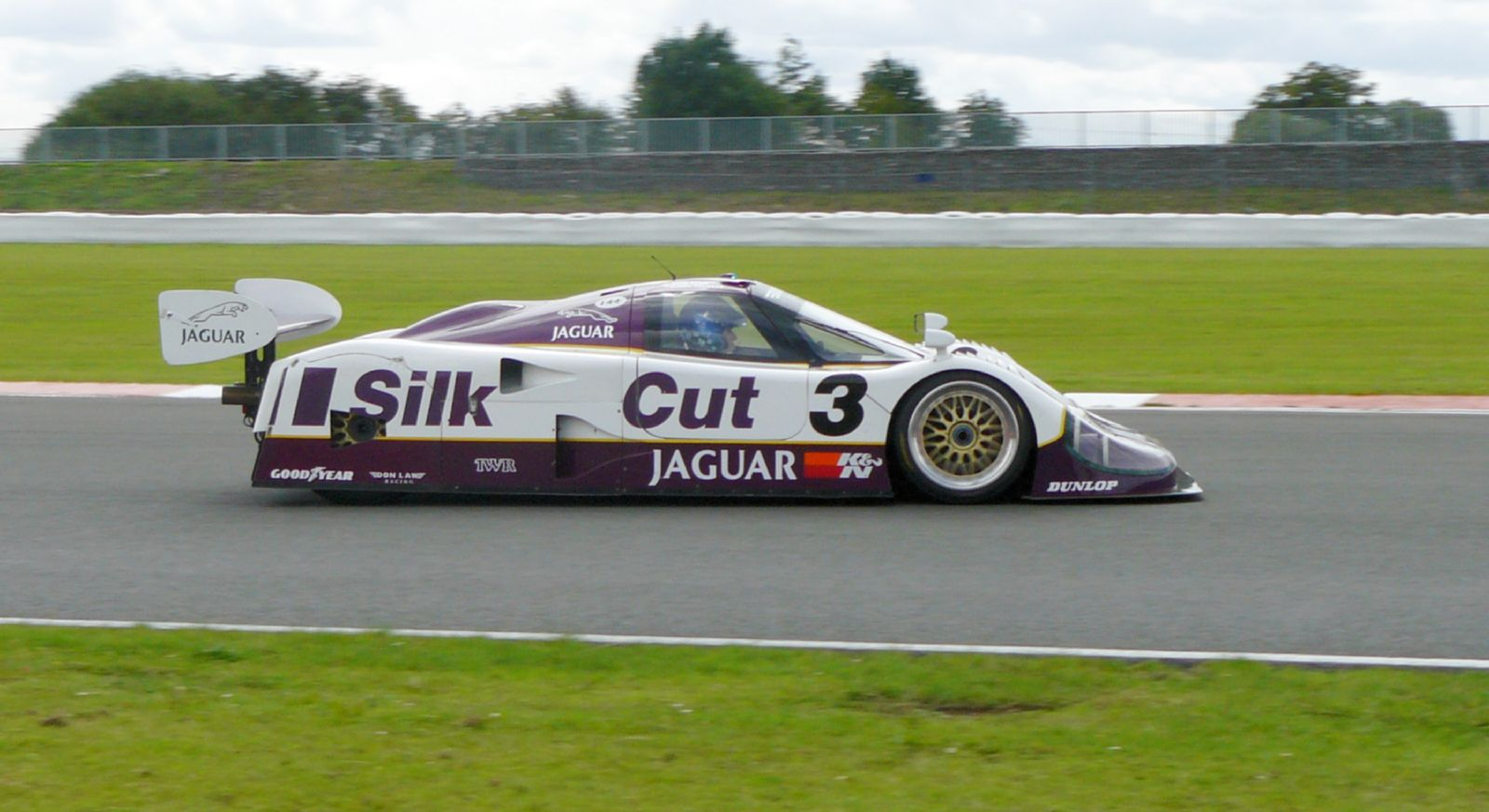
el XJR 12 en su máximo esplendor.

### Liderato del Jaguar en las24 horas de Le Mans de 1990
Con este panorama, los Jaguars copan los dos primeros lugares a mitad de competencia, mientras que el Porsche se mantenía tercero a pesar de tener que cambiar la batería. Larrauri vuelve al comando a la mañana y logra descontar un giro y se coloca segundo detrás del Jaguar de Nielsen/Cobb/Brundle y le empieza a descontar a razón de 5 segundos por vuelta. Sin embargo cerca del mediodía, una baja de presión del piloto, lo hace descender y pasar los mandos al español Pareja y deciden conservar el segundo puesto.
Pero lamentablemente, cuando faltaban menos de un cuarto de hora para finalizar la competencia, el motor boxer dijo basta y el abandono del auto alemán permitió que el segundo lugar, lo ocupara el Jaguar tripulado por Lammers/Wallave/Konrad, quienes así coronaron un rotulante uno-dos para la casa británica. En tercer lugar llegó el Porsche de Needel/Sears/Reid.

## Especificaciones Técnicas[2]
| Especificaciones Técnicas | Especificaciones Técnicas                                                 | Especificaciones Técnicas |
| ------------------------- | ------------------------------------------------------------------------- | ------------------------- |
| Marca                     | Jaguar XJR-12                                                             |                           |
| Año                       | 1990                                                                      |                           |
| País                      | Gran Bretaña                                                              |                           |
| Motor                     | V12 SOHC de 60 grados de 6995 cc y 24 válvulas en posición central        |                           |
| Potencia                  | 730 HP a 7000 rpm                                                         |                           |
| Torque (máx)              | 785 Nm a 5500 rpm                                                         |                           |
| Transmisión               | Caja de cambios March/TWR manual de cinco velocidades. Tracción posterior |                           |
| Velocidad (máx)           | 368 km/h                                                                  |                           |
| Frenos                    | Discos en las cuatro ruedas y                                             |                           |
| Peso                      | 1000 kg                                                                   |                           |
| Relación Peso/Potencia    | 1.37 kg/HP                                                                |                           |
| Neumáticos                | G                                                                         |                           |